# الدرر في اختصار المغازي والسير
الدُّرَر في اختصار المغازي والسير كتاب من تأليف يوسف بن عبد الله بن محمد بن عبد البر بن عاصم النمري القُرطبي الأندلسي المالكي.
يتناول فيه سيرة النبي محمد من ولادته حتى وفاته، وأيضًا يتناول أخباره، وحروبه، وغير ذلك.

## منهج الكتاب
قال ابن عبد البر في صدر الكتاب:

## محتوى الكتاب
رتبه على ثمانية أبواب، يحتوي كل باب على المادة التاريخية التي تخصه، وقسم بعض الأبواب إلى عناوين فرعية.
وكان معتمداً في تنظيم مادة الكتاب وتسلسلها الزمني على كتاب ابن إسحاق
ابتدأ المؤلف بذكر «غزوة الأبواء» بتدريج مع الأحداث، ذاكرا بعث حمزة، وبعث عبيدة، وفرض صوم رمضان، وما يتعلق «بغزوة بواط» و«غزوة العشيرة» و«غزوة بدر» الأولى إلى غاية ذكر «حجة الوداع» التي سيختم كتابه بعدها بذكر وفاة الرسول.